# Хорнберг (Шварцвальд)
Хорнберг (нем. Hornberg) — город в Германии, в земле Баден-Вюртемберг.
Подчинён административному округу Фрайбург. Входит в состав района Ортенау. Население составляет 4294 человека (на 31 декабря 2010 года). Занимает площадь 54,45 км². Официальный код — 08 3 17 051.

## Фотографии

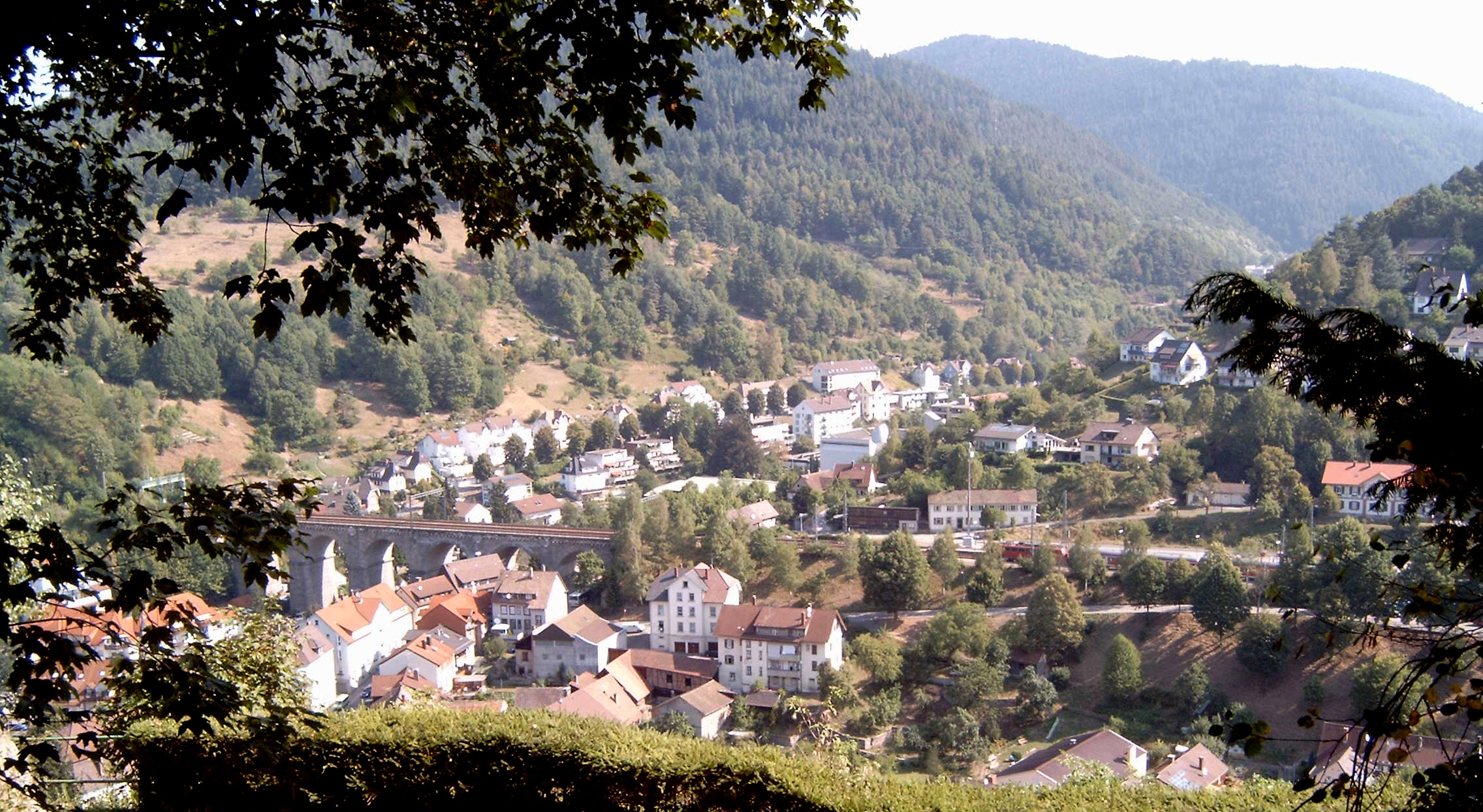
Замок
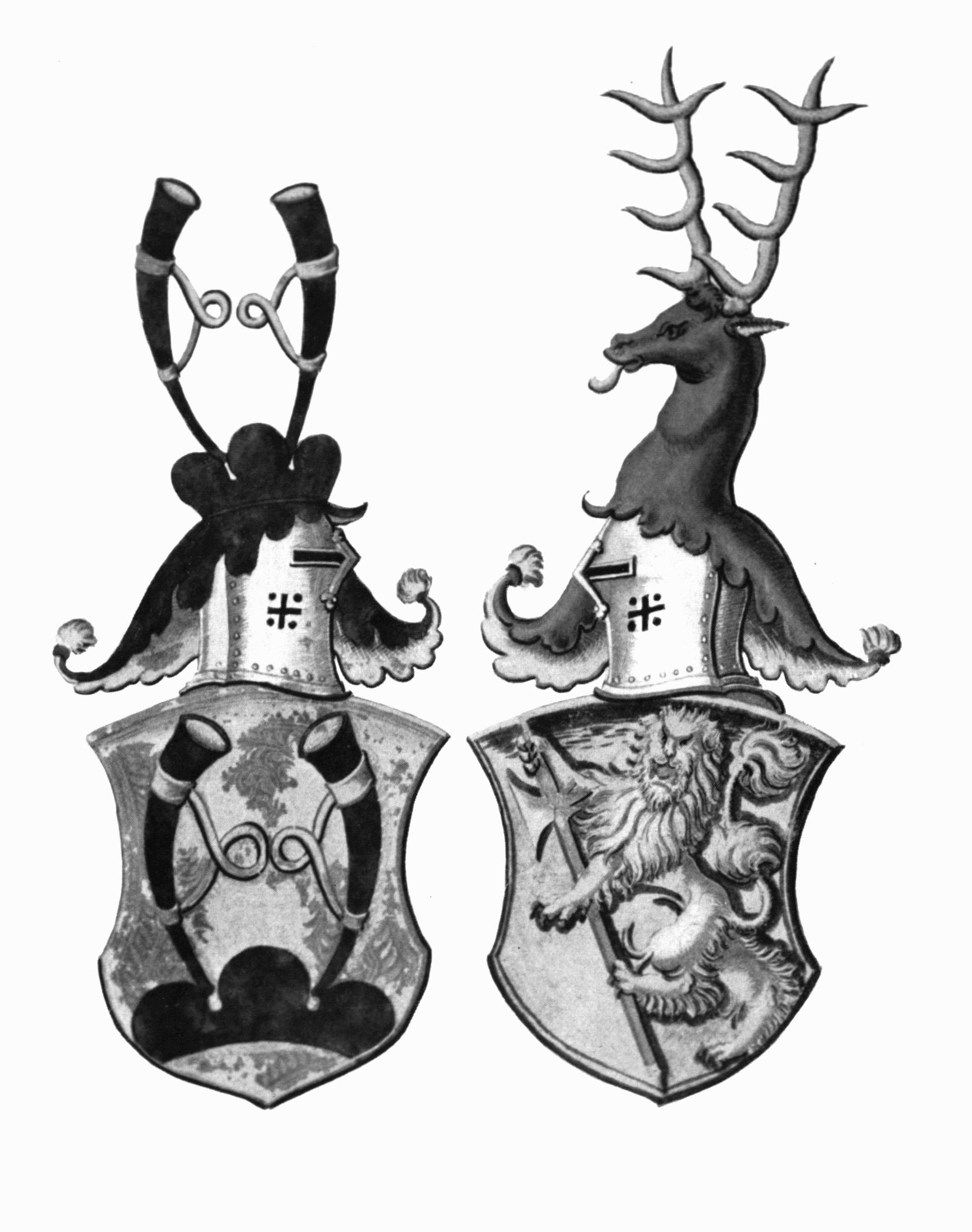
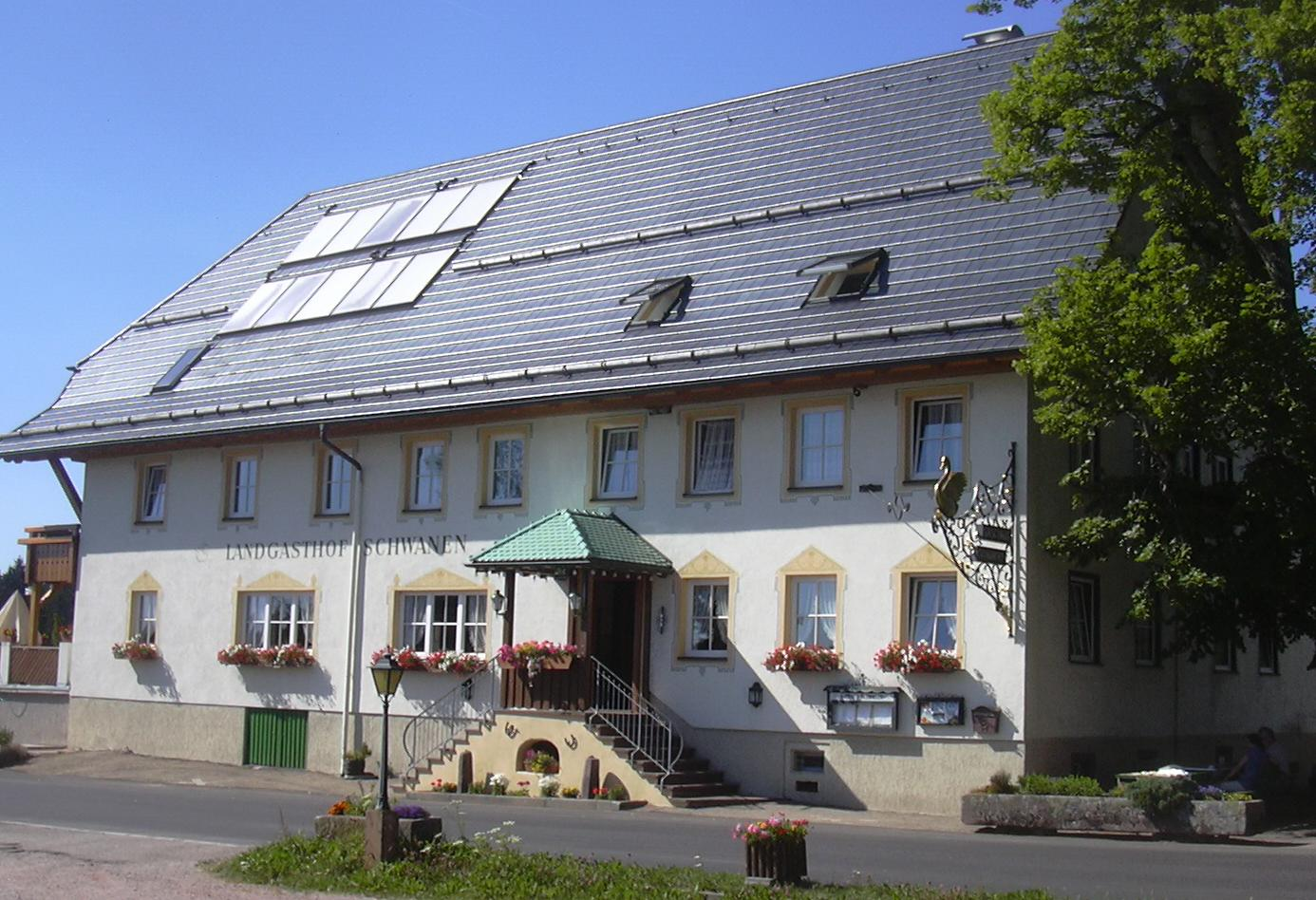
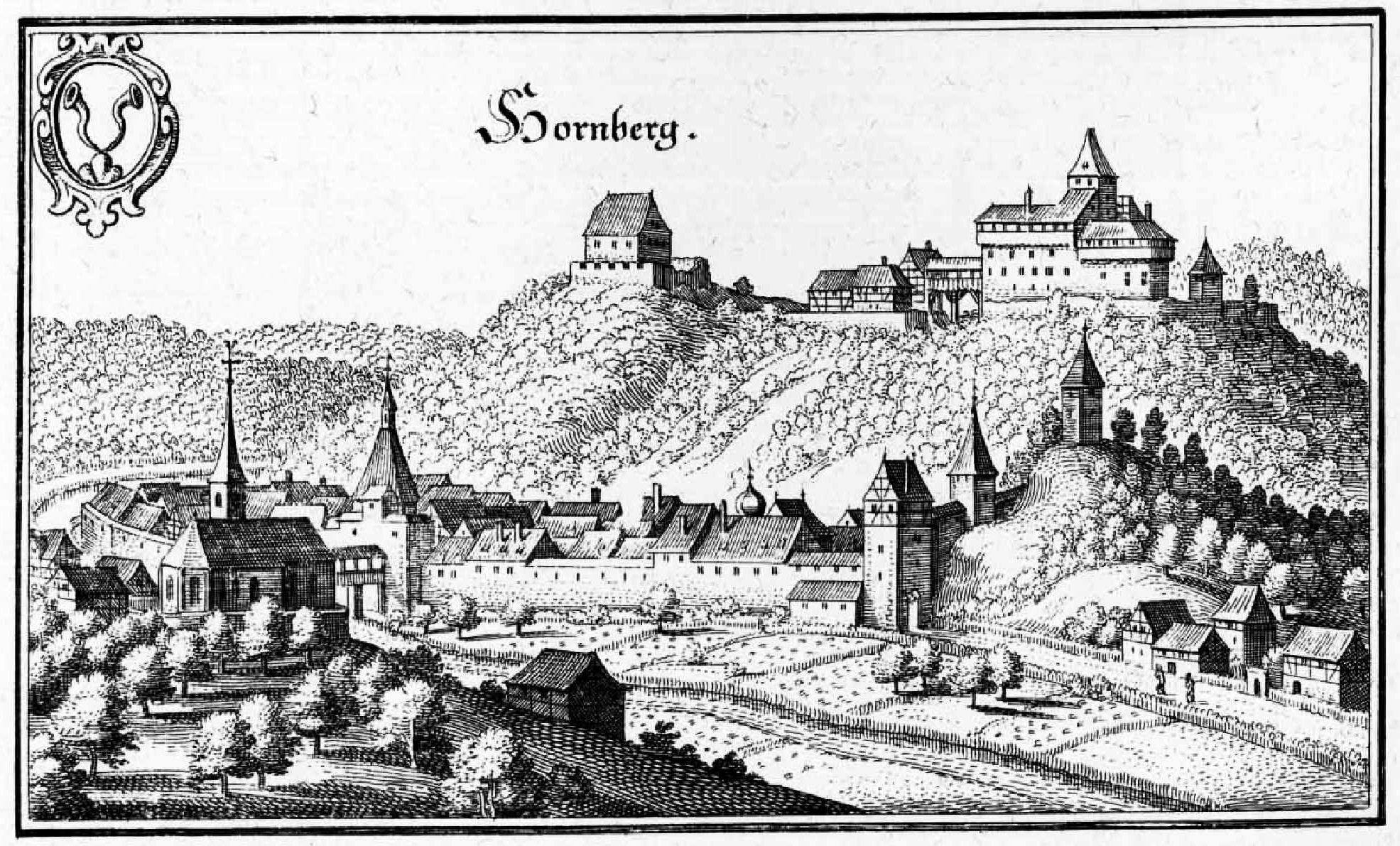
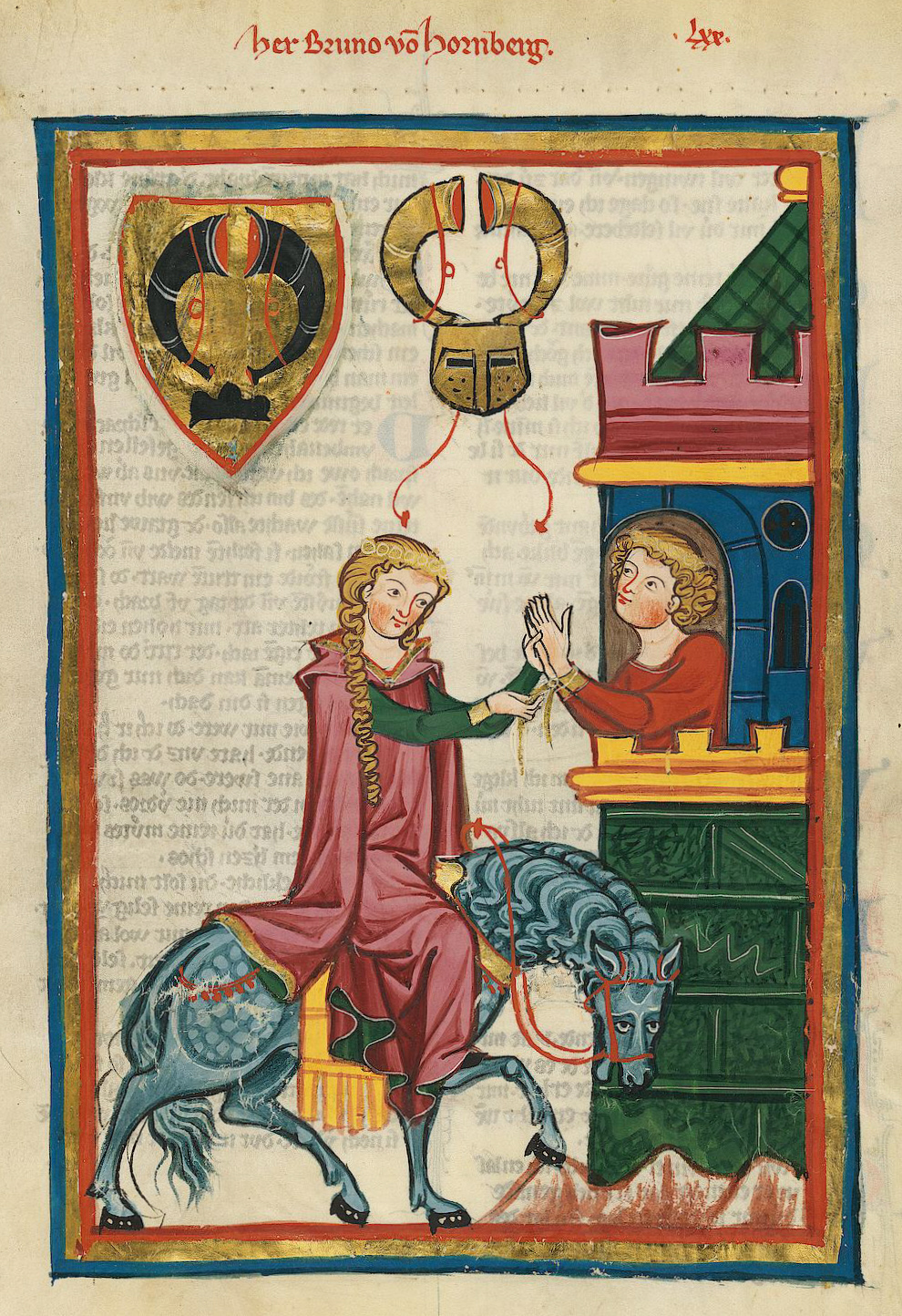